# Ganatantra
Ganatantra ('Democratie') was een Odia-talige krant die in de periode 1956-1961 uitkwam in de Indiase deelstaat Odisha. Het blad begon oorspronkelijk als een weekblad, maar werd later een dagblad. De krant werd uitgegeven door Rajendra Narajan Singhdeo, de maharaja van Bolangir en was politiek verwant aan de politieke partij Ganatantra Parishad. De krant was aanvankelijk gevestigd in Bolangir, maar verhuisde later naar Cuttack.